# Сачёва, Надежда Ивановна
Наде́жда Ива́новна Сачёва (1904 — ?). Работала контролёром по качеству. Работница-стахановка симферопольского консервного завода «Трудовой Октябрь».
С 21 июля 1938 года депутат Верховного Совета Крымской АССР от Симферополя. Заместитель Председателя Президиума Верховного Совета Крымской АССР, а с момента депортации крымских татар 18 мая 1944 года и до момента преобразования Крымской АССР в Крымскую область 30 июня 1945 года — и. о. Председателя Президиума Верховного Совета Крымской АССР.